# 발다이 구릉

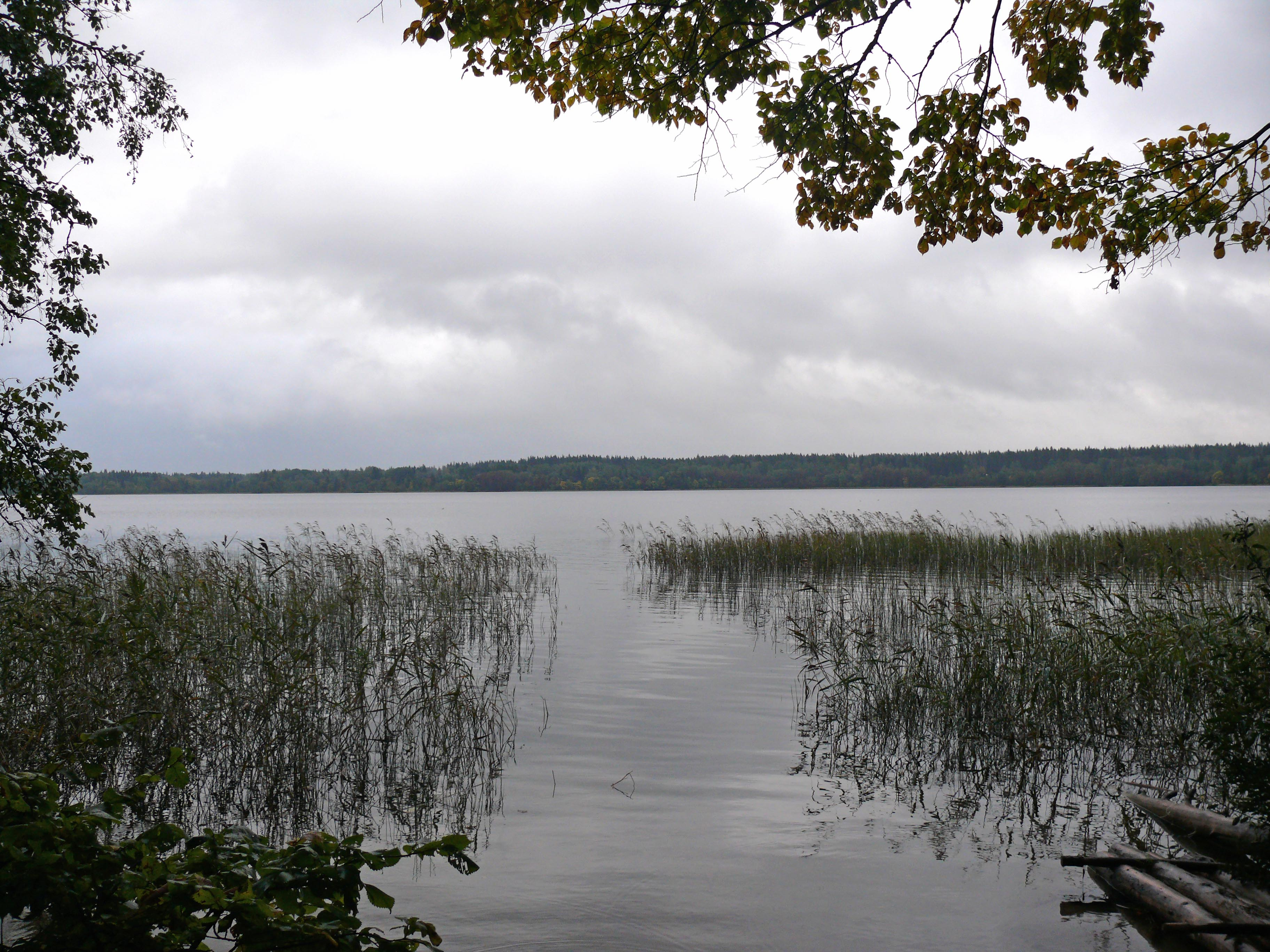

발다이 구릉(러시아어: Валда́йская возвы́шенность/Валда́й, 라트비아어: Valdaja augstiene) 지대는 유럽 러시아의 북서부에 위치한 고지대로, 상트페테르부르크와 모스크바 사이에 위치해 있고 노브고로드 주, 트베리 주, 프스코프 주, 스몰렌스크 주의 북서부에 걸쳐 있다.
발다이 고개는 중앙러시아 고지의 북쪽으로 향해있다. 산등성이는 빙하 시대에는 빙퇴석과 다른 암설 파편으로 덮여 있었다. 발다이 고개는 최고점이 343 m이다. 볼가강, 서드비나강, 로바티강, 므스타 강이 발다이 구릉에서 발원한다. 발다이 구릉에는 볼고 호, 페노 호, 셀리게르 호, 브로스노호, 발다이호가 위치해 있다.
1990년 노브고로드 주 남부에 발다이스키 국립공원이 설치되어 구릉에서 가장 높은 지대의 경관을 보존하고 있다. 이곳은 2004년부터 UNESCO 생물권 보호구역으로 지정되어 있다.